# IC 667
IC 667 — галактика типу C (компактна галактика) у сузір'ї Лев.
Цей об'єкт міститься в оригінальній редакції індексного каталогу.